# Miroslav Lajčák
Miroslav Lajčák [mirɔslav lajt͡ʃa:k] est un diplomate et homme d'État slovaque, né le 20 mars 1963 à Poprad.
Il commence sa carrière dans le corps diplomatique de Tchécoslovaquie en 1988. En 1994, il est nommé pour la première fois ambassadeur, représentant la République slovaque au Japon. Il travaille ensuite pour l'ONU, avant de devenir ambassadeur en Yougoslavie de 2001 à 2005.
Il devient en 2007 le nouveau haut représentant international en Bosnie-Herzégovine, ses six premiers mois étant marqués par une crise politique avec les Serbes de Bosnie. Il démissionne en 2009 pour occuper le poste de ministre slovaque des Affaires étrangères, qu'il conserve jusqu'en 2010. Il est reconduit en 2012 et dirige pendant huit ans la diplomatie slovaque. Il est président de l'Assemblée générale des Nations unies entre 2017 et 2018.

## Biographie

### Études et carrière
Miroslav Lajčák naît le 20 mars 1963 à Poprad. Il est docteur en droit de l'université Comenius de Bratislava et diplômé à l'Institut d'État des relations internationales de Moscou.
En 1988, il intègre le service diplomatique de la République socialiste tchécoslovaque. En poste à Moscou comme assistant de l'ambassadeur entre 1991 et 1993, il devient pour quelques mois l'assistant de l'ambassadeur slovaque après la dissolution de la Tchécoslovaquie. Il revient ensuite à Bratislava, où il dirige le cabinet du ministre des Affaires étrangères.
Il est nommé en 1994 ambassadeur de la République slovaque auprès de l'État du Japon, où il est à la fois le plus jeune chef de mission diplomatique slovaque et le plus jeune ambassadeur en poste au pays du Soleil-Levant. Assistant exécutif de l'envoyé spécial du secrétaire général des Nations unies pour les Balkans Eduard Kukan entre 1999 et 2001, il occupe ensuite jusqu'en 2005 le poste d'ambassadeur auprès de la république fédérale de Yougoslavie à Belgrade. À ce titre, il est également chargé des relations diplomatiques avec la république d'Albanie et l'ancienne république yougoslave de Macédoine, puisque la Slovaquie ne dispose pas de poste diplomatique sur le territoire de ces deux États.
De 2005 à 2007, il est directeur politique au sein de l'administration centrale du ministère des Affaires étrangères.

### Haut représentant en Bosnie
Miroslav Lajčák prend le 2 juillet 2007 les fonctions de haut représentant international en Bosnie-Herzégovine, un poste appelé à disparaître sous un an. Il succède à l'ancien ministre allemand Christian Schwarz-Schilling, qui a échoué à obtenir la signature d'un accord de stabilisation et d'association (ASA) avec l'Union européenne.
À peine quatre mois après son arrivée à Sarajevo, il est confronté le 1er novembre à la démission du président du Conseil des ministres Nikola Špirić qui proteste contre une réforme institutionnelle du haut représentant permettant aux ministres bosniaques et croates d'adopter des projets de loi sans le consentement de leurs collègues serbes. Cette modification promue par Lajčák doit permettre l'adoption d'une réforme de la police, divisée entre la République serbe et la fédération de Bosnie-et-Herzégovine. La réforme est finalement adoptée un mois plus tard après d'âpres négociations, permettant le 4 décembre la signature de l'ASA et la résolution de la crise politique,.

### Ministre slovaque des Affaires étrangères
Miroslav Lajčák démissionne de manière inattendue le 23 janvier 2009, après avoir été choisi par le président du gouvernement slovaque Robert Fico comme nouveau ministre des Affaires étrangères. Prenant son poste trois jours plus tard, il est remplacé dans ses responsabilités internationales par le diplomate autrichien Valentin Inzko en mars.
Il est remplacé en 2010 par Mikuláš Dzurinda à la tête de la diplomatie slovaque à la faveur d'une alternance au pouvoir. Il revient dans le monde diplomatique en tant que directeur général de l'Europe et de l'Asie centrale au sein du service européen pour l'action extérieure.
Il retrouve ses fonctions le 4 avril 2012, avec le titre de vice-président du gouvernement, dans le gouvernement Fico II. Il est confirmé dans le gouvernement Fico III, sans le titre de vice-président, le 23 mars 2016 puis dans l'exécutif formé en 2018 par Peter Pellegrini.
Le 31 mai 2017, il est élu président de l'Assemblée générale des Nations unies et prend ses fonctions lors de l'ouverture de la 72e session le 12 septembre suivant. La cheffe de la diplomatie équatorienne María Fernanda Espinosa prend sa succession à l'ouverture de la 73e session, le 18 septembre 2018.
Il annonce son intention de démissionner le 30 novembre 2018, après que le Conseil national de la République slovaque a refusé de ratifier le Pacte mondial sur les migrations. Il revient sur sa décision huit jours plus tard, affirmant que « Peter Pellegrini et Robert Fico [l]'ont clairement assuré [...] qu'aucune mesure ne serait prise qui puisse mettre en doute les fondements de [la] politique étrangère [slovaque] », ajoutant continuer à penser que « la décision du Parlement slovaque de refuser de participer à un effort commun destiné à gérer la question des migrations n'est pas correcte ».
Il refuse d'être le candidat du parti SMER – social-démocratie au pouvoir lors de l'élection présidentielle du 16 mars 2019, malgré des demandes répétées de la direction du parti. C'est finalement le commissaire européen Maroš Šefčovič qui se présente, sans succès.